# Kandadji
Kandadji (auch: Kandagi, Kandaji, Kendadji) ist ein Dorf in der Landgemeinde Dessa in Niger.

## Geographie
Das von einem traditionellen Ortsvorsteher (chef traditionnel) geleitete Dorf liegt am linken Ufer des Flusses Niger. Es befindet sich rund 13 Kilometer nordwestlich des Hauptorts Dessa der gleichnamigen Landgemeinde, die zum Departement Tillabéri in der gleichnamigen Region Tillabéri gehört.
Es herrscht das Klima der Sahelzone vor, mit einer durchschnittlichen jährlichen Niederschlagsmenge zwischen 300 und 400 mm. Kandadji ist Teil der Pufferzone des Kandadji-Naturreservats, eines 1207 km² großen Naturschutzgebiets, das am 20. Juli 2017 gegründet wurde.

## Geschichte

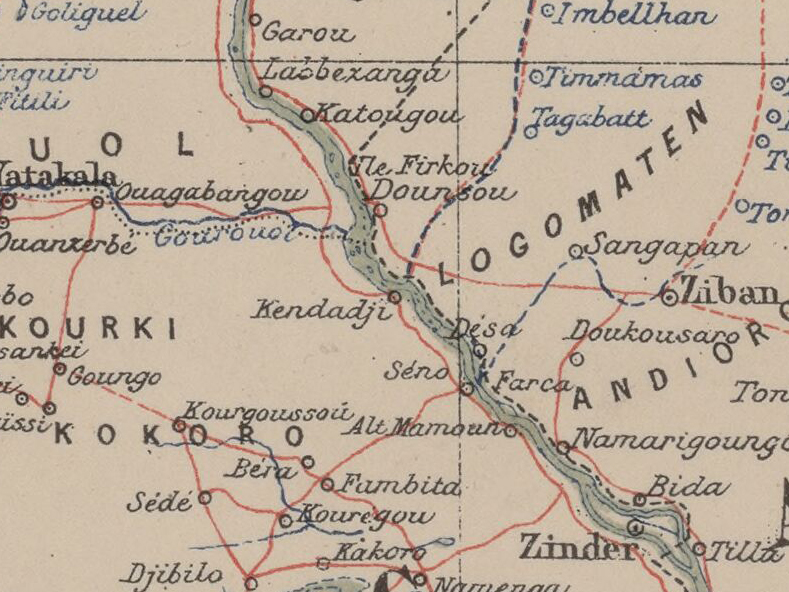
Ausschnitt einer Karte von 1903 mit Kandadji (Kendadji) im Zentrum

Kandadji lag ursprünglich auf einer Insel im Fluss Niger (Position). Im Zuge der Errichtung der Kandadji-Talsperre über den Fluss wurde das Dorf Mitte der 2010er Jahre wie andere Siedlungen im künftigen Überschwemmungsgebiet an einen anderen Standort verlegt. Das neue bewässerungsfeldwirtschaftliche Areal von Kandadji wurde bereits 2012 geschaffen. Der staatliche Stromversorger NIGELEC elektrifizierte Kandadji im Jahr 2018.
Bei einem mutmaßlich von der Terrorgruppe Islamischer Staat in der Größeren Sahara verübten Schusswaffenangriff am 19. Februar 2020 wurde die Schule in Kandadji in Brand gesteckt. Über 1100 Bauern hatten sich im Juni 2020 nach Kandadji geflüchtet. Sie waren wegen der unsicheren Lage in der Region gezwungen gewesen ihre angestammten Dörfer zu verlassen. Laut einer Erhebung vom September 2022 lebten in Kandadji 2128 interne Vertriebene aus 304 Haushalten.
Am 28. September 2023 kam es bei Kandadji zu einem terroristischen Angriff auf die Streitkräfte Nigers. Es starben sieben Soldaten bei Kampfhandlungen und fünf Soldaten bei einem Verkehrsunfall im Zusammenhang mit der Abwehr. Sieben weitere Soldaten wurden verletzt und in das Armeekrankenhaus in Niamey gebracht. Auf Seiten der Angreifer wurden etwa 100 Personen getötet. Es wurden mehrere Militärfahrzeuge sowie Fahrzeuge und Waffen der Angreifer zerstört. Nach dem Militärputsch vom 26. Juli 2023 war es wieder zu mehr Fällen politisch motivierter Gewalt gekommen. So waren bereits am 15. August 2023 in Koutougou 17 Soldaten getötet worden.

## Bevölkerung
Bei der Volkszählung 2012 hatte Kandadji 1311 Einwohner, die in 195 Haushalten lebten. Bei der Volkszählung 2001 betrug die Einwohnerzahl 1135 in 152 Haushalten und bei der Volkszählung 1988 belief sich die Einwohnerzahl auf 5093 in 755 Haushalten.

## Wirtschaft und Infrastruktur
Das bewässerungsfeldwirtschaftliche Areal von Kandadji erstreckt sich über eine Fläche von 226 Hektar. Hier wird Reis angebaut. Das Areal wird von einer Kooperative verwaltet. Am Fluss wird Fischerei betrieben. Eine klimatologische Messstation wurde 1986 in Betrieb genommen. Mit einem Centre de Santé Intégré (CSI) ist ein Gesundheitszentrum im Ort vorhanden. Es gibt eine Grundschule. Durch Kandadji verläuft die asphaltierte Nationalstraße 1, die mit 1601,7 Kilometern längste Fernstraße Nigers.